# Maeve
Maeve Segundo a lenda, era uma das cinco filhas de Eochardh Feidhleach, rei de Connacht, foi uma rainha irlandesa celta, frequentemente cultuada como deusa por ter exercido poder e fascínio entre seus súditos na sua época. Uma mulher muito bela e forte, dotada de uma mente brilhante, estrategista hábil, talhada para enfrentar todo o tipo de batalhas. Seu nome significa "Mulher ébria" ou "rainha-loba". Reinou sobre Connacht, e pertenceu ao Ciclo de Ulster. Deusa da guerra, participou efetivamente de vários combates, pois as mulheres nesta época e nesta cultura, não eram vistas como frágeis ou incapazes e lutavam bravamente. Tinham o poder de escolha de seus maridos com seus respectivos dotes, além disso, optavam pelo divórcio se estivessem insatisfeitas ou infelizes.
Este período foi anterior a disseminação da ideia de um Deus monista relacionado a ascensão do patriarcado, portanto, até então as mulheres exerciam outro papel dentro desta sociedade.
Foi também um símbolo de sexualidade plena e exuberante, assim como a Vênus na cultura romana, ou Afrodite na Grega. Maeve tinha o poder de escolher seus parceiros. Sua relação com a sexualidade nada tinha a ver com promiscuidade, ao contrário disso, era saudável e magnética. Nessa época não era difundido o conceito de pecado cristão, o corpo e o prazer eram vivenciados sem malícia, venerados e respeitados dentro daquela cultura.
'Túmulo da Rainha Celta'
Diz a lenda que Rainha Maeve foi enterrada a oeste da cidade de Sligo, Irlanda. A tumba pode ser acessada pela Queen's Maeve Trail (trilha da rainha Maeve) que fica em Strandhill. Acredita-se que rainha viveu por volta de 3000 A.C